# Staines-upon-Thames
Staines (oficialmente, Staines-upon-Thames; también referida como Staines upon Thames) es una ciudad situada en el municipio de Spelthorne, en Surrey, Inglaterra. Según el censo de 2021, tiene una población de 21 325 habitantes.
Es parte del área metropolitana de Londres.
Situada a orillas del río Támesis, es la principal ciudad de Spelthorne. Cuenta con dos centros comerciales y la mayor concentración de establecimientos comerciales del municipio.
La ciudad también se beneficia de una excelente conectividad y buenas conexiones de transporte por carretera, ferrocarril y aire. Es la ciudad más cercana al aeropuerto de Heathrow, lo que sirve como motor de desarrollo y alimenta la demanda de desarrollos inmobiliarios relacionados con el aeropuerto, como hoteles, oficinas y depósitos.